# 格罗讷
格罗讷（法語：Grosne，法語發音：[ɡʁon]）是法国勃艮第-弗朗什-孔泰大区贝尔福地区省的一个市镇，属于贝尔福区。

## 地理
格罗讷（47°34'29"N, 6°59'57"E）面积3.65 平方千米，位于法国勃艮第-弗朗什-孔泰大區贝尔福地区省，该省份为法国东北部内陆省份，东临上莱茵省，北起孚日省，西接上索恩省，南与杜省和瑞士接壤。
与格罗讷接壤的市镇（或旧市镇、城区）包括：布列塔尼、博龙、布勒博特、弗鲁瓦德方丹、格朗维拉尔、勒库夫朗斯、韦莱斯科。

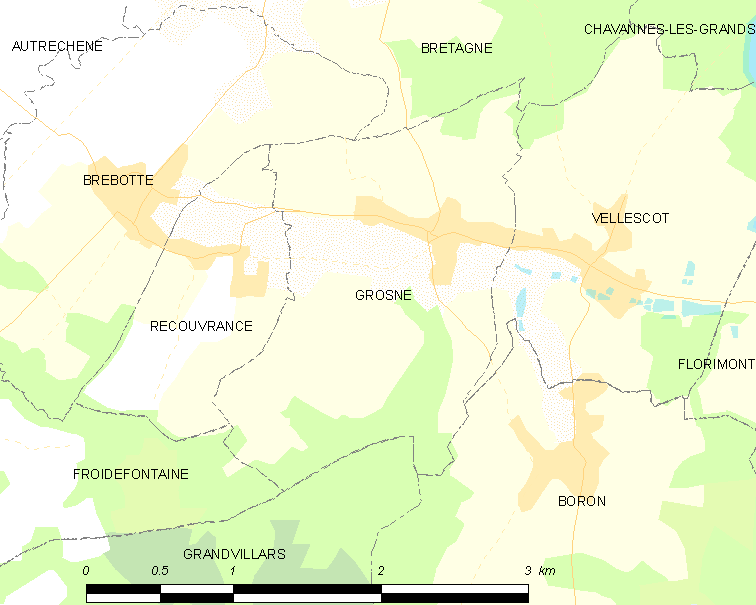
格罗讷的OSM定位图

格罗讷的时区为UTC+01:00、UTC+02:00（夏令时）。

## 行政
格罗讷的邮政编码为90100，INSEE市镇编码为90055。

## 政治
格罗讷所属的省级选区为格朗维拉尔县。

## 人口

1962-2008年间格罗讷人口变化图示

格罗讷于2022年1月1日时的人口数量为322人。